# Christopher Nkunku
Christopher Alan Nkunku (født 14. november 1997) er en fransk professionel fodboldspiller, som spiller for Premier League-klubben Chelsea og Frankrigs landshold.

## Klubkarriere

### Paris Saint-Germain
Nkunku begyndte sin professionelle karriere hos Paris Saint-Germain i hjemlandet. Han fik sin debut for førsteholdet den 8. december 2015.

### RB Leipzig
Nkunku skiftede i juli 2019 til RB Leipzig. Han trådte med det samme ind i førsteholdet, hvor han blev en fast del af mandskabet.
I en kamp mod Schalke 04 den 22. februar 2020 lavede Nkunku 4 assists i kampen, og blev dermed den første person siden 2012 til at have 4+ assist i en Bundesliga kamp. Han scorede den 15. september 2021 et hattrick imod Manchester City i en Champions League-kamp, og blev hermed den første spiller til at score et hattrick for Leipzig i Champions League i klubbens historie.
2021-22 sæsonen ville blive den bedste i Nkunkus karriere hidtil, da han med sine 20 sæsonmål og 13 assist, blev kåret som sæsonens spiller i Tyskland.
Chelsea
Nkunku skrev i juni 2023 en 6-årig kontrakt indtil juni 2029 med London-klubben Chelsea fra 1. juli 2023.

## Landsholdskarriere

### Ungdomslandshold
Nkunku har repræsenteret Frankrig på flere ungdomsniveauer.

### Seniorlandshold
Nkunku debuterede for Frankrigs landshold den 25. marts 2022.

## Titer
Paris Saint-Germain
- Ligue 1: 3 (2015-16, 2017-18, 2018-19)
- Coupe de France: 2 (2016-17, 2017-18)
- Coupe de la Ligue: 2 (2016-17, 2017-18)
- Trophée des Champions: 2 (2017, 2018)

RB Leipzig
- DFB-Pokal: 2 (2021-22, 2022-23)

Individuelle
- Fußballer des Jahres: 1 (2022)
- Bundesliga Topscorer: 1 (2022-23)
- Bundesliga Sæsonens spiller: 1 (2021-22)
- Bundesliga Sæsonens hold: 1 (2021-22)
- UEFA Europa League Sæsonens hold: 1 (2021-22)